# Scaldasole
Scaldasole är en ort och kommun i provinsen Pavia i regionen Lombardiet i Italien. Kommunen hade 909 invånare (2018).